# Белый толстолобик
Бе́лый толстоло́бик, обыкнове́нный толстоло́бик, толстоло́бик, толстоло́б или толпыга (лат. Hypophthalmichthys molitrix) — крупная стайная пелагическая рыба. Занимает третье место в мире по объёмам промышленной добычи, уступая лишь Белому амуру и  Перуанскому анчоусу 
Обитает в бассейне Амура. Вселён во многие водоемы республик бывшего СССР: водохранилища и низовья Волги, Днепра, Днестра, Прута, Дона, Кубани, Терека, бассейн Аральского моря, оз. Балхаш и другие, где в ряде случаев отмечается естественный нерест. Икра пелагическая. В естественных условиях нерест происходит на течении, в крупных реках, при температуре воды 25 °C (июнь-июль), развитие икры продолжается несколько суток. Достигает длины около 100 см и массы 40 кг. Зимует в глубоких ямах в состоянии глубокого сна.
Белый толстолобик — стайная пресноводная рыба средних размеров. Тело высокое, покрытое мелкой серебристой чешуёй светлого цвета. Питается микроскопическими водорослями — фитопланктоном, поэтому эта рыба является прекрасным мелиоратором водоёмов. При помощи своего цедильного ротового аппарата белый толстолобик профильтровывает зацветшую, зелёную и мутную от детрита воду. Поэтому он иногда запускается в водоём в качестве дополнения к фильтрационной системе, делая воду чистой и прозрачной. Широко используется в товарном рыбоводстве, как поликультура.
Что касается размеров, то вид является рыбой среднего размера, так что держать его можно и в не очень крупных прудах.

## Интересные факты
Один из уральских художников заявил, что он на подводной охоте в июле 2011 года в водохранилище Рефтинской ГРЭС лично застрелил толстолобика весом около 40 кг.